# Shivers
Shivers (von englisch shiver = Frösteln, Zittern) ist ein Musikalbum von Armin van Buuren.

## Entstehungsgeschichte
Shivers erschien erstmals am 8. August 2005 auf dem Plattenlabel Armada Music in den Niederlanden und in Belgien. Am 12. September 2005 wurde es schließlich auch in Deutschland veröffentlicht (auf Supra Recordings, Vertrieb über edel). Es wird dem Genre Trance zugerechnet. Genauer gesagt stellt das Album eine Mischung aus Progressive Trance, Uplifting Trance sowie Downtempo und Breakbeat dar. Shivers ist das zweite Studioalbum von Armin van Buuren. Armin van Buuren arbeitete bei diesem Album mit einer Vielfalt von Gastsängern und -Produzenten, wie zum Beispiel dem ehemaligen Genesis-Sänger Ray Wilson, dem niederländischen Starpianist und Komponist Jan Vayne und dem Produzententeam Gabriel & Dresden aus den USA.
Die Produktion von Shivers dauerte etwa zwei Jahre und wurde hauptsächlich in Amsterdam, Niederlande aber auch in San Francisco, USA (mit Gabriel & Dresden), in Miami, USA (mit Markus Schulz und Mic Burns) sowie in New York, USA (mit Nadia Ali von iiO) aufgenommen.
Armin selbst sagte, das Album sei ein sehr wichtiger Schritt in Sachen Songwriting. Er war Co-Schreiber der meisten Texte und arbeitete mit verschiedenen Stilen der Musik. Sein Hauptstil wird zwar immer Trance sein, aber es werden eben auch Elemente aus anderen Musikstilen in den Tracks verarbeitet, wenn man mit anderen Künstlern zusammen arbeitet.
2006 hat van Buuren für das Album den Edison Award in der Kategorie Dance erhalten.

## Titelliste
| #  | Titel           | Länge in Minuten | Liedschreiber                                    | Produzent                                        | Gesang         | Liedtext                      |
| -- | --------------- | ---------------- | ------------------------------------------------ | ------------------------------------------------ | -------------- | ----------------------------- |
| 01 | Wall Of Sound   | 6:25             | Armin van Buuren, Justine Suissa                 | Armin van Buuren                                 | Justine Suissa | ?                             |
| 02 | Empty State     | 7:30             | Armin van Buuren, Mic Burns, Markus Schulz       | Armin van Buuren                                 | Mic Burns      | Mic Burns                     |
| 03 | Shivers         | 7:33             | Armin van Buuren, Raz Nitzan, Adrian Broekhuyse  | Armin van Buuren                                 | Susana         | Raz Nitzan, Adrian Broekhuyse |
| 04 | Golddigger      | 4:46             | Armin van Buuren, Martijn Hagens                 | Armin van Buuren                                 | Martijn Hagens | ?                             |
| 05 | Zocalo          | 8:40             | Armin van Buuren, Josh Gabriel, Dave Dresden     | Armin van Buuren, Josh Gabriel, Dave Dresden     | –              | –                             |
| 06 | Gypsy           | 5:26             | Armin van Buuren                                 | Armin van Buuren                                 | Ray Wilson     | ?                             |
| 07 | Who Is Watching | 5:08             | Armin van Buuren, Ashkan Fardost, Nadia Ali      | Armin van Buuren                                 | Nadia Ali      | ?                             |
| 08 | Bounce Back     | 7:34             | Armin van Buuren, Roland Klinkenberg, Remy Unger | Armin van Buuren, Roland Klinkenberg, Remy Unger | –              | –                             |
| 09 | Control Freak   | 8:08             | Armin van Buuren                                 | Armin van Buuren                                 | –              | –                             |
| 10 | Serenity        | 8:52             | Armin van Buuren, Jan Vayne                      | Armin van Buuren, Jan Vayne                      | –              | –                             |
| 11 | Hymne           | 2:46             | Armin van Buuren, Jan Vayne                      | Armin van Buuren, Jan Vayne                      | –              | –                             |

Bisher wurden die Tracks Shivers und Serenity sowohl als Maxi-CD als auch auf Vinyl veröffentlicht. Control Freak erschien im Juni 2006 als Vinyl. Der elfte Track Hymne ist ein versteckter Bonustrack, der auf dem Album an Serenity (Track 10) gehängt wurde.

## Veröffentlichungen
| Datum              | Land           | Label            | Katalog#      |
| ------------------ | -------------- | ---------------- | ------------- |
| 8. August 2005     | Niederlande    | Armada Music     | ARMA034       |
| 8. August 2005     | Belgien        | Armada Music     | ARMA034       |
| 10. August 2005    | Russland       | World Club Music | 4620002851989 |
| 15. August 2005    | Großbritannien | Nebula           | NEBCD9012     |
| 23. August 2005    | USA            | Ultra Records    | UL 1311-2     |
| 12. September 2005 | Deutschland    | Supra Recordings | 0165042SSP    |

Alle Veröffentlichungen haben dieselbe Titelliste.

## Schallplatten-Ausgabe
Neben der CD-Version ist auch eine Schallplatten-Version in den Niederlanden bei Armada Music veröffentlicht worden. Es handelte sich dabei um drei Album-Sampler mit je zwei, also insgesamt sechs Tracks (Empty State, Zocalo, Bounce Back, Wall Of Sound, Control Freak, Gypsy und Hymne). Des Weiteren gab es eine Ausgabe („Vinyl Album“ genannt), bei der alle drei Alben in einem Boxset zusammengefasst sind.